# پاتریک دوشو
پاتریک دوشو (انگلیسی: Patrick du Chau؛ زادهٔ ۹ فوریهٔ ۱۹۵۹) دوچرخه‌سوار اهل بلژیک است.